# Middelbare meisjesschool

Sport op de middelbare meisjesschool, jaren 1890

De middelbare meisjesschool (mms) was een vroeger bestaand Nederlands schooltype voor middelbaar onderwijs speciaal gericht op meisjes. Het vijfjarig curriculum was enigszins vergelijkbaar met de latere havo. De eerste mms werd in 1867 door particulieren in Haarlem opgericht. De mms werd afgeschaft in 1968 en het laatste examen mms werd in 1973 afgenomen.

## Oprichting: mms versus hbs
Op 2 mei 1863 werd de Wet op het middelbaar onderwijs van kracht. De wet voorzag in de oprichting van burgerscholen (een soort lagere beroepsopleidingen), middelbare meisjesscholen, hogere burgerscholen (hbs) en een Polytechnische School te Delft (de latere TU Delft). Premier Thorbecke vond onderwijs een belangrijke rol van de overheid; veel gemeentes richtten met subsidies van het Rijk een  hbs op. Het oprichten van een mms werd echter overgelaten aan particulieren. De hbs was oorspronkelijk - net als het gymnasium - bedoeld voor het opleiden van jongens. Volgens de wet uit 1863 werd het mogelijk aparte scholen alleen voor meisjes op te richten. Vooral in gelovige gezinnen werd de voorkeur gegeven aan gescheiden onderwijs voor jongens en meisjes; aan een mms konden meisjes een opleiding volgen, die hen zou opleiden tot een goede huisvrouw of voor een acceptabele baan. In 1871 gaf Thorbecke de Groningse arts Abraham Jacobs persoonlijk toestemming zijn dochter Frederika naar de plaatselijke hbs te laten gaan. Pas in 1887 werd het meisjes per het raadsbesluit van 27 juli toegestaan officieel onderwijs te volgen aan een hbs.

## Toelating
De hoofdonderwijzer van de lagere school besliste, na overleg met de ouders/verzorgers, of een meisje een goede kans zou maken de mms met succes te doorlopen en meldde haar vervolgens aan voor deze onderwijsvorm. Om toegelaten te kunnen worden moest eerst een tweedaags toelatingsexamen met succes worden afgelegd. De toelatingseis lag hoog, er kon bij twijfel zelfs nog een herexamen nodig zijn, dan nóg werd gemiddeld slechts zo'n 50% daadwerkelijk toegelaten. Behalve aan afzonderlijke middelbare meisjesscholen kon men ook op een aantal lycea de richting middelbare meisjesschool kiezen. In enkele steden bestond ook de combinatie van een mms met een speciale meisjes-hbs.

## Vakken
Er werd lesgegeven in vele vakken, onder meer natuur- en scheikunde, meetkunde, algebra, biologie, geschiedenis, aardrijkskunde, tekenen, muziek en de talen Nederlands, Frans, Duits en Engels. De talen wogen extra zwaar mee bij bevordering naar een volgend leerjaar en bij het eindexamen. De economische en exacte vakken wogen wat lichter omdat meisjes met aanleg voor deze vakken de hbs-a en -b konden volgen. Ook lessen in vakken als nuttige handwerken, voordrachtskunst, hygiëne, psychologie, sociologie, kunstgeschiedenis en godsdienst moesten gevolgd worden. Het examen voor het mms-diploma omvatte een vast vakkenpakket. In dit pakket zaten de vakken Nederlands, Frans, Duits, Engels, aardrijkskunde en geschiedenis. Het eindexamen mms gaf geen toelating tot de universiteit, maar wel tot een aantal voortgezette middelbare opleidingen (tegenwoordig hbo-opleidingen), zoals de kweekschool, de kunstacademie en de school voor maatschappelijk werk. Ook werd de mms als een goede vooropleiding voor het beroep van secretaresse gezien, bijvoorbeeld bij Schoevers.

## Mammoetwet: einde mms
In de jaren 60 liep het aantal inschrijvingen voor de categorale mms-scholen geleidelijk terug.
De mms en hbs werden door de Mammoetwet in 1968 gereorganiseerd tot respectievelijk havo en atheneum, als voorbereiding op het hoger beroeps-, respectievelijk wetenschappelijk onderwijs. Een aantal zelfstandige mms'en is toen omgevormd tot zelfstandige havo's, waarbij ook een klein aantal jongens een mms-diploma gekregen heeft. In 1973 werd voor de laatste maal eindexamen mms afgenomen . De mms lijkt het meest op het profiel cultuur en maatschappij in het huidige havo.